# Danh sách nhân vật trong Shaman King

## Nhân vật

### Yo
- Tên: Asakura Yō (麻倉 葉?)
- Tuổi: 13
- Seiyuu: Sato Yuko
- Linh hồn: Amidamaru
- Vũ khí: thanh kiếm Xuân Vũ (Harusame), từ chapter 128 có thêm thanh kiếm Mitama
- Tiểu sử: Là nhân vật chính của câu chuyện. Yo là một người luôn luôn lạc quan, rất hay cười và rất điềm tĩnh. Từ nhỏ, Yo bị mọi người trong làng ghét bỏ và luôn gọi Yo là "đứa con của quỷ" nên Yo rất cô đơn. Sau này, Manta là người đầu tiên làm bạn với Yo. Cũng vì thế Yo luôn luôn trân trọng và yêu quý tình bạn của mình. Yo tình cờ gặp Amidamaru, linh hồn của một samurai nổi tiếng là tay đồ tể đã chết khoảng 600 năm trong khi giết hàng trăm người. Tuy nhiên, Yo nhận ra rằng Amidamaru là một người hết sức hiền lành và dũng cảm, anh không thể rời bỏ thế giới này do lời hứa với một người bạn - thợ rèn kiếm Mosuke. Sau khi Yo giúp đỡ Amidamaru, anh quyết định trở thành linh hồn bảo vệ của Yo. Yo cũng có một ước mơ trở thành Shaman King và tham gia Shaman Fight cùng với những người bạn của mình.
- Yo là em trai song sinh của Hao. Và Yo luôn muốn giúp đỡ Hao cũng như mọi người khác xung quanh mình. Ở Anime, trong trận chiến cuối cùng, nhờ nỗ lực cùng tất cả mọi người, Yo đã đánh bại và tiêu diệt Hao. Còn ở manga thì Yo và mọi người không đánh bại được Hao, nhưng Hao gặp lại được linh hồn mẹ mình khi ở trong Tinh Linh Vĩ Đại và đã tha chết cho mọi người. Cuối truỵen, anh dùng sức mạnh của Tinh Linh Vĩ Đại theo dõi loài người.

### Anna
- Tên: Kyōyama Anna (恐山 アンナ?)
- Tuổi: 13
- Seiyuu: Hayashibara Megumi
- Linh hồn: Zenki và Kouki (Tiền quỷ - Hậu quỷ)
- Vũ khí: Chuỗi tràng hạt 1080 hạt
- Tiểu sử: Là người đã hứa hôn từ nhỏ với Yo và cũng là kiếp sau của mẹ Hao. Thuở nhỏ, Anna có được sức mạnh đọc được ý nghĩ người khác, và do cô phải đọc nhiều suy nghĩ xấu xa, Anna ghét mọi người. Cô đã vô tình tạo ra một con Quỷ (Oni) và nó gọi cô là "mẹ", bất cứ người nào lại gần cô đều bị con quái vật này tấn công. Sợ tổn thương mọi người và chính mình, Anna luôn nhốt mình trong phòng và tỏ ra lạnh lùng, cộc cằn để mọi người tránh xa. Nhưng sau khi gặp Yo và được Yo khuyến khích, Anna thoát ra khỏi bóng tối của chính mình và luôn luôn cố gắng khiến Yo mạnh lên để đạt được ước nguyện. Nhưng từ lúc con yêu quái biến mất thì sức mạnh đọc ý nghĩ của Anna cũng mất, cô mạnh dạn hơn để ra ngoài nhưng vẫn tỏ vẻ xa cách với mọi người và chỉ cho phép mình Yo gọi cô bằng tên thật. Anna cũng rất tốt bụng cho dù luôn giữ vẻ mặt vô cùng lạnh lùng với mọi người. Hao thấy cô là một người "thú vị" vì cô là người duy nhất Hao không thể đọc được ý nghĩ và có thể thu phục 2 linh hồn hộ vệ của Hao - Zenki và Kouki (Tiền quỷ - Hậu quỷ). Trong phần sau của manga Shaman King được mang tên Shaman King Kang Zeng Bang, Anna va Yo có con trai tên là Asakura Hana.

### Manta
- Tên: Oyamada Manta (小山田 まん太?)
- Tuổi: 13
- Seiyuu: Inuyama Inuko
- Linh hồn: không có
- Vũ khí: không có
- Tiểu sử: Manta là một cậu bé bình thường, bị còi xương. Cậu là bạn thân của Yo, nhưng thường bị Anna coi như chân sai vặt. Tuy Manta không sử dụng phép thuật được, cậu có thể nhìn thấy các linh hồn. Manta là con của một gia đình cực kỳ giàu có, bố là chủ tập đoàn điện từ Oyamada. Được Anna cho là kiếp sau của thần mèo Matamune - từng là 1 ''học trò'' của Hao và là 1 ''người bạn'' của Yo còn nhỏ khi là linh hồn.

### Tao Ren
- Tên: Tao Ren (道 蓮?)
- Tuổi: 13
- Seiyuu: Paku Romi
- Linh hồn: Bason (Mã Tôn)
- Vũ khí: Trường Đao
- Tiểu sử: Tao Ren đến từ Trung Quốc, là con của một gia đình có thế lực, nhưng đang bị suy thoái. Tao Ren muốn trở thành Shaman King để xây dựng lại vinh quang cho dòng họ. Lúc đầu cậu là một người lạnh lùng và rất ghét Yo, nhưng sau đó 2 người trở thành bạn thân. Tao Ren rất thích uống sữa, nhưng vẫn không cao lên nổi. Ren rất thương chị gái mình và rất dễ ngượng khi thấy chị gái. Linh hồn của Tao Ren, Bason là một chiến binh thời Mông Cổ, rất trung thành. Trong phần sau của manga Shaman King được mang tên Shaman King Kang Zeng Bang, Ren có một đứa con trai tên là Tao Men, là con của Ren và Iron Maiden Jeanne.

### Tao Jun
- Tên: Tao Jun (道 潤?)
- Tuổi: 17
- Seiyuu: Neya Michiko
- Linh hồn: Lee Pailong
- Vũ khí: Bùa
- Tiểu sử: Chị của Ren, là đạo sĩ, có thể sử dụng bùa chú để điều khiển cương thi. Tao Jun được trao cho xác chết của Lee Pailong (đúng ra là gia đình họ Tao giết anh ta) từ nhỏ. Cô rất thương em trai mình.

### Horohoro
- Tên: Usui Horokeu
- Tuổi: 14
- Seiyuu: Ueda Yuji
- Linh hồn: Kororo
- Vũ khí: Ván trượt
- Tiểu sử: Theo Anime thì câu là Shaman có yếu tố băng đến từ Hokkaido, nhưng bị chôm hết hành lý. Yo phát hiện ra cậu này đang sắp chết đói gần nhà và đem về cho ăn. Còn theo Manga thì Horohoro là đối thủ đầu tiên của Yo trong giải đấu Shaman Fight - giải đấu để tìm ra người kế vị Shaman King.  Horohoro là một trong những người bạn, và cũng là địch thủ của Yo. Kororo là một linh hồn Koropockuru tí hon rất dễ thương. Kororo thật ra là Damuko, bạn thuở bé (Bạn gái) của Horohoro, đã chết vì một trận tuyết lở và hoá thành "Koropockuru". Tuy nhiên cái tên Horohoro chỉ là một nickname, và Hao nói rằng cậu là truyền nhân của "Japan Wolf" bởi tên của cậu có nghĩa là sói lửa.

### Bokuto no Ryu
- Tên: Umemiya Ryūnosuke
- Tuổi: 19
- Seiyuu: Tanaka Masahiko
- Linh hồn: Tokageroh
- Vũ khí: Kiếm gỗ
- Tiểu sử: Ryū là đại ca của một băng quậy phá, nhưng thật ra không phải là người xấu. Sau khi bị Yo đánh bại dễ dàng, Ryũ bị Tokageroh là một tướng cướp đã bị Amidamaru giết nhập hồn vào cơ thể để trả thù. Cuối cùng Ryũ được Yo giải cứu và trở thành bạn của Yo. Ryũ trở thành Shaman sau khi học phép thuật tại nhà ông nội Yo - Asakura Yomei và nhận Tokageroh thành linh hồn hộ vệ của mình.

### Lyserg
- Tên: Lyserg Diethel
- Tuổi: 15
- Seiyuu: Soumi Youko
- Linh hồn: Morphine/Zelel
- Vũ khí: Dây, súng
- Tiểu sử: Cha của Lyserg là một thám tử nổi tiếng người Anh, nhưng cả cha và mẹ cậu đều bị giết bởi Hao, một Shaman rất mạnh. Lyserg tìm cách tham gia cuộc thi đấu giữa các Shaman để trả thù cho cha mẹ mình bằng mọi giá. Linh hồn của Lyserg là một cô tiên nhỏ xíu tên Morphine do cha cậu tặng, và Zelel do Marco trong tổ chức X-LAWS tặng.

### Faust VIII
- Tên: Faust VIII (Faust Đệ Bát)
- Tuổi: 32
- Seiyuu: Koyasu Takehito
- Linh hồn: Eliza
- Vũ khí: Bộ xương của Eliza
- Tiểu sử: Faust VIII là cháu của Faust, nhà giả kim học người Đức trong huyền thoại. Faust VIII là một bác sĩ và có người vợ xinh đẹp là Eliza. Nhưng khi vợ anh bị giết anh không thể cứu sống được cô, và Faust VIII muốn trở thành vua Shaman để hồi sinh cho vợ. Linh hồn của anh là bộ xương của Eliza, cầm một lưỡi dao mổ phẫu thuật ngoại cỡ.

### Chocolove
- Tên: Chocolove
- Tuổi: 14
- Seiyuu:
- Linh hồn: Mic (một con báo)
- Vũ khí: Móng vuốt
- Tiểu sử: Là một con người có quá khứ bất hạnh khi mất cha mất mẹ. Sau này lập ra một bang xã hội đen toàn người da đen chuyên tiễu trừ người da trắng. Sau đó cậu gặp Shaman Orona và được ông lão truyền cho nghề Shaman và tặng cho cậu con Mic - tinh linh hộ vệ của ông. Cậu là một cây tấu hài của nhóm Yo nhưng cũng vì thế mà cậu thường xuyên phải lãnh những trận đòn từ Ren và Horohoro.

### Hao
- Tên: Asakura Hao
- Tuổi: 1500/13
- Seiyuu: Takayama Minami
- Linh hồn: Hỏa Tinh Linh (Spirit Of Fire)
- Vũ khí: Lửa
- Tiểu sử: Asakura Hao là một Shaman cực kỳ giỏi. Hao đã sống 3 kiếp, kiếp đầu tiên vào khoảng 1000 năm về trước, sau đó là 500 năm về trước và cuối cùng là kiếp này. Trong kiếp đầu tiên, người mẹ đích thực của Hao luôn bị mọi người xa lánh vì khả năng nhìn thấy linh hồn, và Hao cũng bị gọi là "đứa trẻ của quỷ" như Yo. Mẹ của Hao bị coi là hồ ly đội lốt người và bị loài người giết chết. Một thời gian sau, Hao kết bạn với một linh hồn quỷ tên là Ohachiyo và đã sử dụng sức mạnh của Ohachiyo để trả thù cho mẹ. Tuy nhiên, Hao để sự căm thù chiếm mất trái tim mình và đã vô tình tiếp nhận được khả năng đọc suy nghĩ từ Ohachiyo. Sau khi trở thành một Shaman mạnh, năng lực đọc suy nghĩ của Hao vượt quá giới hạn khiến cho Hao trở nên độc ác và bị những người trong gia đình Asakura giết chết. Tái sinh lần thứ 1 vào 500 năm trước, Hao có một con mèo bầu bạn. Hao rất yêu thương nó và đặt tên là Matamune. Sau khi đã đánh cắp "Spirit of Fire" để trở thành Shaman King, Hao bị chính Matamune hợp lực cùng Yoken giết chết. Trong kiếp thứ 3 này, Hao bị tách ra làm 2, phần giữ tất cả sức mạnh và ký ức trở thành Hao bây giờ, còn phần linh hồn trong sáng thì trở thành Yo. Hao luôn mong muốn Yo mạnh lên để có thể kết hợp với Hao. Trong suốt những kiếp sau này, Hao luôn luôn cô độc, luôn luôn bị chối bỏ khỏi xã hội loài người, và thứ duy nhất Hao có thể dựa vào và có thể được chấp nhận là "Mother Nature" - Mẹ thiên nhiên. Hao rất yêu thiên nhiên, nhưng cũng chính con người tàn phá thiên nhiên, và cũng vì có thể đọc được ý nghĩ nên Hao có thể đọc được những suy nghĩ đen tối và xấu xa của con người. Cũng vì thể mà Hao luôn luôn có cảm giác "bị phản bội" ngay từ lúc ban đầu. Hao rất ghét năng lực này của mình vì nó khiến Hao buồn bã, nhưng cũng thúc đẩy Hao biến ước mơ "Thế Giới chỉ có Shaman" tiếp tục. Hao từng có một lời hứa với Yo là "không giết quá nhiều người" và sau này Hao đã giữ lời hứa đó. Yo luôn luôn muốn "thay đổi trái tim Hao" để Hao cũng có thể vui vẻ sống cuộc sống thoải mái. Hao rất yêu quý Opacho vì Opacho có tâm hồn trong sáng.

### Iron Maiden Jeanne
- Tên: Jeanne
- Tuổi: 130
- Seiyuu: Horie Yui
- Linh hồn: Thần Công lý Shamash
- Vũ khí: Quan tài sắt Iron Maiden, mặt nạ sắt Iron Maiden, đinh ốc
- Tiểu sử: Là một cô gái tên Jeanne đã cầu xin sức mạnh của thần thánh để giúp con người thoát khỏi cõi u mê. Thần thánh đã đồng ý, đổi lại Jeanne phải chịu đựng đòn tra tấn trong quan tài Iron Maiden. Cô trở thành Shaman và ngoại trừ những lúc cần đánh nhau thì mới bước ra khỏi Iron Maiden và cũng vì thế mà tên cô trở thành Iron Maiden Jeanne. Cuối cùng, sự thực được hé lộ, Jeanne không phải là một thánh nữ mà chỉ là một cô bé mồ côi được nuôi dạy để trở thành Shaman và để tin rằng mình được sinh ra để tiêu diệt cái ác. Trong phần sau của manga Shaman King được mang tên Shaman King Kang Zeng Bang, Jeanne có một đứa con trai với Ren, tên là Tao Men.